# جوستوس مايلز فورمان
جوستوس مايلز فورمان (بالإنجليزية: Justus Miles Forman)‏ (1 نوفمبر 1875، نيويورك في الولايات المتحدة - 7 مايو 1915 في المحيط الأطلسي)؛ كاتب وروائي أمريكي. درس في جامعة ييل.

## روابط خارجية
- جوستوس مايلز فورمان على موقع IMDb (الإنجليزية)
- جوستوس مايلز فورمان على موقع قاعدة بيانات برودواي على الإنترنت (الإنجليزية)